# Norfolk Spaniel

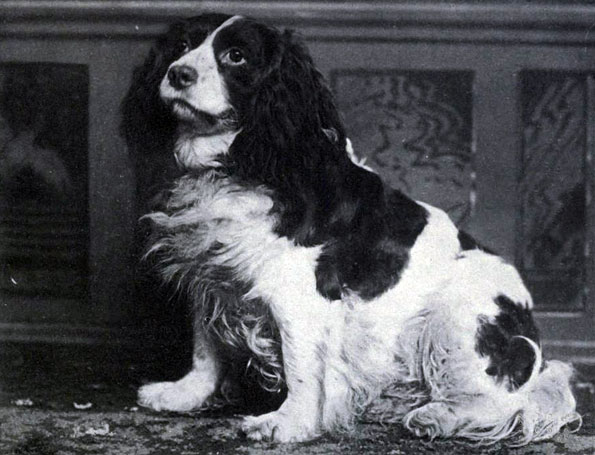
Norfolk Spaniel

Il Norfolk Spaniel o Shropshire Spaniel è una razza di cane estinta dall'inizio del XX secolo.
Inizialmente si pensava che avesse avuto origine dal lavoro di uno dei duchi di Norfolk, ma questa teoria è stata smentita dopo essere stata messa in dubbio durante la parte successiva del XIX secolo. Il termine è stato usato per designare gli spaniel di tipo Springer (cani da cerca) che non erano né Sussex Spaniel né Clumber Spaniel, e sono stati fatti tentativi per usarlo per specificare una razza che in seguito sarebbe diventata nota come Springer spaniel inglese.
Con un mantello bianco e fegato o bianco e nero, il Norfolk Spaniel è stato descritto come un grande Cocker spaniel. Lo Spaniel Club ha stabilito uno standard di razza per i Norfolk Spaniel, ma gli esemplari della razza variavano notevolmente in tutta l'Inghilterra. I membri della razza erano difficili da addestrare, ma formavano un forte attaccamento con i loro proprietari ed erano utili per la caccia sia a terra che in acqua. La razza cessò di esistere dopo il 1903, quando fu introdotta nella nuova razza English Springer Spaniel creata dal Kennel Club per contenere tutti gli spaniel di questo tipo.